# Солтис Михайло Миколайович
Сóлтис Михáйло Миколáйович (19 листопада 1938 — 16 серпня 2018) — український хімік, доктор хімічних наук, заслужений професор Львівського державного університету імені Івана Франка.

## Біографія
Народився 19 листопада 1936 року на Лемківщині в с. Завої Сяноцького повіту (Польща) в українській селянській родині. В 1948 році родина переїхала в Україну та поселилася в с. Богданівка Підволочиського району Тернопільської області. У 1960 році закінчив з відзнакою хімічний факультет Львівського державного університету імені Івана Франка. Після закінчення університету навчався в аспірантурі на кафедрі фізичної та колоїдної хімії (1962—1965). В 1966 році захистив кандидатську дисертацію «Адгезія і адсорбція полімерів ефірів акрилової і метакрилової кислот на скляній поверхні».  Протягом 1966—1967 років працював викладачем кафедри фізичної та колоїдної хімії, 1967—1973 — завідувачем кафедри хімічної кібернетики та технології, 1974—1988 — доцент кафедри органічної хімії та кафедри фізичної та колоїдної хімії, з 1988 року — професор кафедри фізичної та колоїдної хімії. В 1982 році захистив докторську дисертацію «Адсорбція макромолекул на дисперсних адсорбентах». У період 1985—1990 рр. — декан хімічного факультету Львівського державного університету імені Івана Франка. 
Помер 16 серпня 2018 року. Похований на Личаківському кладовищі у Львові[джерело?].